# Darreh Qebleh
Darreh Qebleh (persiska: دره قبله) är en ort i Iran.   Den ligger i provinsen Kurdistan, i den nordvästra delen av landet, 400 km väster om huvudstaden Teheran. Darreh Qebleh ligger 1 645 meter över havet och antalet invånare är 329.
Terrängen runt Darreh Qebleh är kuperad.Runt Darreh Qebleh är det ganska glesbefolkat, med 50 invånare per kvadratkilometer. Närmaste större samhälle är Şāḩeb, 13,9 km nordväst om Darreh Qebleh. Trakten runt Darreh Qebleh består i huvudsak av gräsmarker.